# Diogène de Smyrne
Pour les articles homonymes, voir Diogène (homonymie).
Diogène de Smyrne a été un philosophe grec sur lequel nous disposons de peu d'information. Il a vécu dans le courant du Ve et du IVe siècle av. J.-C.

## Biographie et œuvre
Il fut le maître d'Anaxarque. Les auteurs supposent qu'il se rattachait à l'école de Démocrite.